# 住吉神社 (安曇野市)
住吉神社（すみよしじんじゃ）は、長野県安曇野市にある神社。旧社格は県社。

## 祭神
祭神は以下の5柱。
- 住吉三神
  - 底筒男命
  - 中筒男命
  - 表筒男命
- 建御名方神
- 広籏八幡大神

## 歴史
社伝によれば、坂上田村麻呂の東征の際に創建され、境内社に坂上田村明神が祀られている。平安時代後期に、当地の開発領主西牧氏の寄進によって長講堂領住吉荘が成立すると、荘内十八郷の総鎮守となった。当初は烏川渓谷の角蔵山の尾根の麓にあったとされ、現在も宵祭のために神官や氏子総代が登頂する。古城山には御旅所があり、例祭の翌日には神馬を立てて神事を行った。
長徳年間には信濃国司藤原惟正が社殿を修築し、武田氏時代の永禄10年（1567年）には氏子が棟銭10銭を出し合って社殿を造営した記録があり、江戸時代以降は楡村や及木村など周辺諸村の住民によって造営され、現在の社殿は天明6年（1786年）のもので安曇野市の指定文化財となっている。
文禄時代の検地では社領7石が安堵されているが、これは安曇郡内では穂高神社に次ぐ処遇であった。また元和元年（1615年）には新田開発に田三反歩が寄進されている。享保9年（1724年）の記録によれば、東西2町48間、南北4町24間（44,352坪）の広大な境内を持っていたことが知られる。
毎年4月にはお船祭りが行われ、壮大な山車（お船）が曳航される。

## 文化財
- 本殿（安曇野市有形文化財）
- 古文書（安曇野市有形文化財）
- お船祭り（安曇野市無形民俗文化財）
- 社叢（安曇野市天然記念物）
- 御神木「ヒノキ」（安曇野市天然記念物）

## 所在地
- 長野県安曇野市三郷温5932番地